# 90日間トテナム・パブ
『90日間トテナム・パブ（The 90 Days）』は、1992年1月から3月までフジテレビで放送されていたドラマである。

## 番組概要

### 内容
イギリス貴族の放蕩息子カスバードは、父親に潰れかけのパブの経営再建を任される。期限は90日間。
ロンドンで音楽バンド活動をする妻のカズコ、キュレーターのリチャードを夫に持つマキ、ジャマイカ移民でタクシー経営をするキダスとその妻マユミらの仲間とともにパブの建直しを図るが、そこには波乱の日々が待っているのだった。

## 放送期間
1992年1月9日～1992年3月19日。毎週木曜 24:40-25:10。全11話。

## キャスト
- マキ … 坂井真紀
- カズコ … カズコ・ホーキ
- マユミ … 大林真由美
- カスバード … ジェラード・マカーサー
- リチャード … スティーブン・ギル
- キダス … ハキーム・ケイ＝カジーム
- カスバードの父 … ティム・シーリー
- パム … デラ・ムクレイ
- オープニングナレーション … 中村正

## スタッフ
- 制作局：フジテレビ
- 監督・製作：浅井隆
- 企画：金光修、鈴木吉弘
- 共同プロデューサー：デボラ・ウルフ
- 共同脚本：アンドリュー・プレナー、浅井隆、カズコ・ホーキ
- 編集：田旗浩一

## 音楽
- OPテーマ … フィッシュマンズ 「100ミリちょっとの」
- EDテーマ … フランク・チキンズ 「GOCHAMAZE」
- 挿入歌 … サイモン・フィッシャー・ターナー、リーファー・マッドネス、クライヴ・ベル、フランク・チキンズほか

## その他情報
- ビザの為ゲイの友人と偽装結婚した、カズコ・ホーキの友人が元ネタのひとつになっている。[1]
- マユミ役の大林真由美（現在は結婚して玉垣真由美）は画家として活動中。

| フジテレビ 木曜24:40枠 | フジテレビ 木曜24:40枠 | フジテレビ 木曜24:40枠 |
| 前番組                 | 番組名                 | 次番組                 |
| ---------------------- | ---------------------- | ---------------------- |
| バナナチップス・ラブ   | 90日間トテナム・パブ   | 悪いこと               |